# Gavere
Gavere (fr. Gavre) – miejscowość i gmina (gemeente) w Belgii, w Regionie Flamandzkim, w prowincji Flandria Wschodnia, w okręgu Gandawa. 1 stycznia 2024 gminę zamieszkiwało 13 311 osób, a gęstość zaludnienia wynosiła 421 osób/km².

## Podział administracyjny
W skład gminy wchodzi pięć dzielnic (deelgemeente):
- Asper
- Baaigem
- Dikkelvenne
- Semmerzake
- Vurste